# Allen Brown
Allen Brown (Natchez, Mississippi, 2 de março de 1943 — 27 de janeiro de 2020) foi um jogador profissional de futebol americano estadunidense. Ele jogava na posição de tight end.

## Carreira
Allen Brown foi campeão do Super Bowl I e Super Bowl II jogando pelo Green Bay Packers.

## Morte
Morreu no dia 27 de janeiro de 2020, aos 76 anos.